# 森長直
森 長直（もり ながなお）は、備中国西江原藩第2代藩主、播磨国赤穂藩主。

## 略歴
寛文12年（1672年）11月22日（または12月22日）、美作津山藩第2代藩主（後に西江原藩初代藩主）森長継の八男として生まれる。父は延宝2年（1674年）に隠居し、兄の長武が跡を継いだ。長武も貞享3年（1686年）に隠居し、長武と長直の甥である長成が跡を継いだ。長直は元禄7年（1694年）に長成から1500俵を分与されている。長成は生来虚弱であったが、中野村(現東京都中野区)の犬屋敷お手伝い普請に伴う、多大な借財が原因の藩内の混乱に心労を深め元禄10年（1697年）に死去した。しかし、嗣子がなかった。
隠居の長継は長直の弟である関衆利（森衆利）を長成の継嗣として認めてもらうよう幕府に訴え、幕府もこれを承諾した。しかし、衆利が継承挨拶のため江戸に出府途中、伊勢で乱心したため、幕府は家督相続承認を取り消し、元禄10年（1697年）8月2日に領地を召し上げ、津山藩森家は改易された。
ただし、幕府は長継に与えていた隠居料である美作国内の2万石を改めて安堵することで、森家の存続を許した。こうして長継は新たに西江原藩を立藩し、長直は8月26日に世子として指名された。そして元禄11年（1698年）に父が死去すると、家督を継いで西江原藩主となった。西江原では新田開発を積極的に行った。
宝永3年（1706年）1月28日、播磨赤穂藩に同じく2万石で移封される。藩財政が早くから悪化したため、長直は今度は塩田開発に積極的に取り組んだ。享保7年（1722年）8月24日に死去した。享年51。跡を婿養子の長孝が継いだ。

## 系譜
- 父：森長継（1610-1698）
- 母：橋村氏
- 正室：堀親貞の娘
- 継室：鯰江氏
- 生母不明の子女
  - 女子：森長孝正室
  - 女子：関長広婚約者
- 養子
  - 男子：森長孝（1694-1723） - 森三隆の三男